# Calidris subruficollis
El correlimos canelo (Calidris subruficollis) es un ave pequeña. Pertenece a la familia Scolopacidae y anteriormente se lo consideraba como el único miembro del género Tryngites.
El C. subruficollis se reproduce en las tundras del Ártico, en América del Norte, y luego migra a Sudamérica, donde pasa su temporada no reproductiva. Especialmente en Argentina, Brasil, Paraguay y Uruguay. En Uruguay, uno de sus principales sitios de invernada es el Paisaje Protegido Laguna de Rocha, donde se estima que más del 6% de la población global utiliza este sitio, siendo uno de los más importantes del Cono Sur
Migra principalmente hacia el centro de Norteamérica, y muy raramente visita las costas. Es un ave común en el oeste de Europa, principalmente en Gran Bretaña y en Irlanda, en donde se han avistado pequeñas colonias. Sólo el Calidris melanotos lo supera entre las aves americanas que más visitan el continente europeo.
La especie anida en el suelo, depositando 4 huevos. El macho extiende sus alas, mostrando su base blanca, lo cual hace también durante la migración, a veces cuando no están presentes otros correlimos canelos. Fuera de la temporada de reproducción, el ave puede encontrarse normalmente en hábitats con césped corto, tales como campos de aviación o de golf, en lugar de hábitats naturales cercanos a fuentes de agua.
La especie presenta un plumaje color castaño, con la cara del mismo color. Tiene patas amarillas y cortas. Los machos son de mayor tamaño que las hembras, y los polluelos son muy parecidos a los adultos, pero presentan un plumaje más claro en el vientre.
Estas aves se alimentan de insectos y de otros invertebrados, cazándolos sobre el césped. 
Se sospecha que los correlimos canelos pueden haberse cruzado con otras especies pertenecientes a su misma familia, teniendo como resultado crías híbridas.